# Frente de Liberación Popular de Tigray
El Frente de Liberación Popular de Tigray es un partido político de Etiopía, de ideología nacionalista étnica. Fue miembro del extinto Frente Democrático Revolucionario del Pueblo Etíope.

## Historia
Fue fundado el 4 de septiembre de 1974 en Adís Abeba, por un grupo de estudiantes universitarios. Se trataba de un movimiento político marxista que tenía como objetivo aumentar la oposición al régimen feudal del emperador Haile Selassie y la instauración de un Estado socialista.
Cuando el Derg tomó el control del país, el movimiento argumentó que la lucha armada era la única forma de poner fin al nuevo régimen; entonces, en febrero de 1975, se pasó a llamar Frente de Liberación Popular de Tigray, estableciendo su primera base militar en Dedebit. Al principio, el frente estaba conformado por varios grupos rebeldes de Tigray. En febrero de 1976, los miembros del FLPT publicaron su manifiesto ideológico que preveía la secesión de Tigré de Etiopía y la formación de una república comunista independiente. 

### Lucha contra el Consejo Administrativo Militar Provisional
La primera acción militar de FLPT fue completamente inesperada. Llevó a cabo una incursión en medio de la noche para liberar a un compañero que había sido arrestado y condenado a muerte. Este hecho aumentó su popularidad en el Tigray. Solo un mes después, el FLPT volvió a la acción y asaltó el banco de Aksum, robando más de 175,000 Birr (84,000 dólares estadounidenses) y matando a 4 policías. En los meses siguientes continuó enfrentándose, aunque la victoria estaba garantizadaː el Derg se comprometió a establecer su autoridad sobre el país, reaccionó desatando una gran campaña no concluyente para encontrar a los rebeldes que no hicieron nada más que agudizar la ira de la población contra los militares. EL FLPT buscaba ganar la simpatía de la población; sus líderes habían entendido que sin el apoyo de las aldeas y los campesinos, su guerra por el Tigray estaba perdida. En los años 1976 y 1977 el frente estaba presuntamente dedicado a ahuyentar a los bandidos, verdadero flagelo de Tigray, arrestando a muchos enemigos políticos; los rebeldes los condujeron ante las comunidades rurales y los ejecutaron sin juicio alguno: sin embargo, por delitos menores, se les ofreció gracia a cambio de su lealtad forzada a la causa del Frente.
Tras el fin de la Guerra Fría, el FLPT, deseoso de acercarse a los Estados occidentales, se orientó más hacia el liberalismo y su líder Meles Zenawi explicó públicamente en Washington en 1990 que hacía de la "democracia revolucionaria" la nueva base ideológica del partido. Sin embargo, la verdadera ideología del FLPT sigue siendo el etnonacionalismo, y lo ha sido desde su creación. En 1995 se adoptó una nueva constitución que inauguró un sistema de gobierno basado en la noción de federalismo étnico. Cada grupo étnico-regional recibe un territorio y un parlamento, y su lengua se convierte en oficial. Incluso se reconoce el derecho de secesión.